# Kompleks Medei
Kompleks Medei – podświadoma wrogość matki wobec swych dzieci, połączona z mimowolnym pragnieniem ich śmierci, uwarunkowana potrzebą zemsty na ojcu dzieci. 
Prawzorem mitycznym jest Medea, córka króla Ajetesa, żona Jazona, z którym miała dwóch synów. Zdradzona i odtrącona przez męża, zemściła się zabijając jego synów.